# Wilhelm Wittbrodt
Wilhelm Wittbrodt (* 8. November 1878 in Arendsee, Landkreis Prenzlau; † 12. Mai 1961 in Berlin-Neukölln) war ein deutscher Reformpädagoge, Schuldirektor, sozialdemokratischer Politiker und Esperantist.

## Leben

### Ausbildung – Kriegserfahrung – Politische Entscheidungen
Wittbrodt absolvierte in Prenzlau das Lehrerseminar, war dann an verschiedenen Orten als Lehrer tätig, bevor er 1907 mit seiner Familie nach Rixdorf kam und an der Grundschule am Hermannplatz im späteren Bezirk Neukölln von Berlin angestellt wurde. In Krausnick im Unterspreewald hatte er 1905 die Tochter des Försters Frieda Dorn (geb. 1879) geheiratet.
Wittbrodt hatte schon 1910 nach einem Vortrag im Neuköllner Lehrerverein einen Esperanto-Kurs besucht und sich seitdem in der Berliner Esperantobewegung engagiert. 1914 verzeichnet ihn der Berliner Esperanto-Anzeiger als Vorsitzenden der Esperanto-Gruppe Neu-Kölln. Geschäftsstelle ist seine Wohnung, Anzengruberstr. 3 und Zusammenkunftsort das Vereinszimmer im Ratskeller Neukölln.
Als Soldat im Ersten Weltkrieg lernte er die Schrecken des Krieges kennen und verabscheuen. Er trat 1918 in die SPD ein, wurde Bezirksverordneter (1918–1928) und Mitglied des Verbandes sozialistischer Lehrer. 1927 und 1928 war er Stadtverordneter. 1929 verließ er die Partei wegen des Baus neuer Panzerkreuzer und des Konkordats des Vatikans mit dem von Sozialdemokraten regierten Land Preußen.

### Direktor der Rütli-Schule und Esperantolehrer
Ab 1920 unterrichtete Wittbrodt an der 31. weltlichen Schule in der Rütlistraße. Diese Schule wurde eine der Neuköllner Reformschulen, die unter dem Namen Rütlischulen bekannt wurden. Wittbrodt wurde erst kommissarisch, ab 1925 offiziell Rektor der Schule, die als Lebensgemeinschaftsschule ein völlig neues Verhältnis zwischen Kindern und Lehrern und neue Formen des Lernens und Lehrens praktizierte. Er förderte an seiner Schule besonders die naturwissenschaftlich-technische Ausrichtung. Auf das soziale Lernen und die Einbeziehung der Eltern in das Schulleben und den Unterricht legte er großen Wert. Die Schulstreiks 1930 brachten ihn in einen Loyalitätskonflikt zwischen Schulverwaltung und Eltern. „Letztlich ergriff Wittbrodt Partei für die Eltern und die Kinder seiner Schule.“
Mit besonderem Engagement unterrichtete er Kinder und auch Erwachsene in Esperanto. Als im September 1920 in Berlin die Reichsschulkonferenz stattfand, an die ein Gesuch zur Einführung des Esperantounterrichts in deutschen Schulen herangetragen wurde, hielt Wilhelm Wittbrodt mit 22 Kindern eine Esperanto-Lektion vor Konferenzmitgliedern. Solche Probelektionen gab er noch öfter vor unterschiedlichen Gremien. Seine Gruppe Neukölln traf sich nun in der Rütlischule. Als 1924 in Berlin Delegierte des Esperanto-Weltbundes (UEA) benannt wurden, vertrat er den Bezirk Neukölln. Er arbeitete nicht nur aktiv in der Berliner Esperanto-Lehrergruppe, sondern gehörte auch zum Internationalen Verband der Esperanto-Lehrer (Internacia Ligo de Esperantaj Instruistoj – ILEI). Obwohl er sich nicht zum Anschluss an die radikaler gesinnte Pariser Lehrerinternationale entschließen konnte, die das Bekenntnis zum Klassenkampf und zur proletarischen Schulpolitik verlangte, verschlechterte sich das Verhältnis zu den kommunistischen Esperantisten in seinem Kollegium wie Elly Janisch, Hans Feuer und Käthe Agerth nicht.
Ende der 1920er Jahre wurde Wittbrodt stellvertretender Vorsitzender der sozialdemokratisch orientierten Pädagogischen Internationale und organisierte in dieser Funktion den vorläufig letzten Esperanto-Kongress in Berlin, an dem auch Schülerinnen und Schüler der Rütli-Schule teilnahmen.
1933 wurde der Schulversuch an der Rütli-Schule beendet, Wittbrodt im April als Rektor beurlaubt und zum Lehrer zurückgestuft und 1934 nach §4 des nationalsozialistischen „Gesetzes zur Wiederherstellung des Berufsbeantentums“ aus dem Schuldienst entlassen. Mit 200 Mark monatlich und verschiedenen Nebentätigkeiten als Versicherungsagent und mit Privatstunden schlug er sich durchs Leben. Er unterstützte davon seine Mutter und förderte das Physikstudium seines Sohnes Hans Wittbrodt an der Technischen Universität.

### Nachkriegszeit – Neuköllner Hauptschulrat und Vorsitzender der Esperanto-Liga Berlin
Im Frühsommer 1945 wurde Wittbrodt, der wieder in die SPD eingetreten war, als Hauptschulrat in Neukölln eingesetzt. Er trug nun Verantwortung für den Aufbau des Schulwesens im Bezirk Neukölln. An der Spitze des Neuköllner Schulamts kümmerte er sich um die Einstellung von Lehrern, bildete selbst Lehrer aus und prüfte sie. Er erfragte den Zustand der Schulen und die Wünsche, z. B. Kies für den Hof, Abräumen des Bunkers auf dem Schulhof, Fortschaffen der Munition und ein Schloss für das Schulhaus usw. Er regte Ausstellungen über den Widerstand gegen die nationalsozialistische Herrschaft an und vieles andere.
Er trat sehr bald wieder für den Esperanto-Unterricht ein und darüber hinaus für den Aufbau einer Esperanto-Organisation in Berlin. Er wurde auch Mitglied der Prüfungskommission der Esperanto-Liga Berlin. Der Streit um die Zuständigkeit für den Inhalt des Berlina Informilo zwischen der Liga und dem Esperanto-Verlag führte 1950 zu seinem Rücktritt als Liga-Vorsitzender zu einem Zeitpunkt, als er – inzwischen wegen Annahme des Titels „Verdienter Lehrer des Volkes“ aus der SPD ausgeschlossen und von der amerikanischen Besatzungsmacht entlassen – um sein Ruhegeld lange prozessieren musste.
Als Wilhelm Wittbrodt bei Gründung der Esperanto-Liga Berlin 1949 zum 1. Vorsitzenden gewählt wurde, war er, über 70 Jahre alt, soeben als Hauptschulrat von Neukölln pensioniert worden, weil er sich weigerte, neu gegründete Privatschulen zu unterstützen. Er erhielt nicht das ihm nach deutschem Recht zustehende Ruhegehalt, da die Besatzungsmacht die Beendigung seines Dienstverhältnisses angeordnet hatte. Hintergrund des Konflikts waren die Auseinandersetzungen um das Berliner Schulgesetz von 1948 und Wittbrodts Loyalität gegenüber seiner vorgesetzten Dienststelle, dem Hauptschulamt unter Ernst Wildangel, in einer Zeit, in der die Spaltung der Stadt sich vertiefte.
Der Neuköllner Bezirksstadtrat für Volksbildung Wolfgang Schimmang meinte später dazu: „Ein Reformpädagoge wie Wilhelm Wittbrodt, der schon während der Weimarer Republik für seine Ideale auch politisch … tätig wurde …, war kein Anhänger des sowjetrussischen Gesellschaftsmodells. Er geriet dennoch in die Mühle der rivalisierenden Weltmachtsinteressen, wobei das Wissen, nie zu denen gehört zu haben, die Deutschland und Europa in den Abgrund hineinführten, ebenfalls Bedeutung hatte, wenn es schmerzte, Ideale nicht verwirklichen zu können.“ Wilhelm Wittbrodt schrieb dazu:

„Als kleiner Mann musste ich den Hass und Streit und Zank und die Gemeinheit zwischen Ost und West ausbaden. Die SPD, der ich noch immer angehörte, warf mich aus der Partei … Aber es sollte noch schlimmer kommen. Man sperrte mir die Pension … In diesem kalten Krieg zwischen Ost und West findet sich niemand mehr zurecht. Es ist direkt zum Verzweifeln. Wie soll Berlin, wie soll Deutschland je wieder eine Stadt, ein Land werden?“

Wilhelm Wittbrodt wurde 1955 Ehrenmitglied der Esperanto-Liga Berlin in Würdigung seiner Verdienste um die Vereinigung der Berliner Esperantisten nach dem Krieg und erhielt vom Deutschen Esperanto-Bund e. V. das Ehrenabzeichen verliehen.
Wilhelm Wittbrodt wurde auf dem St-Jacobi-Friedhof in Neukölln am Hermannplatz beigesetzt. Sein Grabstein trug die Inschrift „Grenzstein des Lebens nicht der Liebe“. Die Grabstelle wurde in den 1980er Jahren entfernt.

## Erinnerung an Wilhelm Wittbrodt
- 1993 würdigte ihn das Heimatmuseum Neukölln in der Ausstellung Die ideale Schule.
- Am 3. Juli 1999 enthüllte Bürgermeister Bodo Manegold während einer Feier der Esperanto-Liga Berlin zum 50. Jahrestag ihrer Gründung die Erinnerungstafel vor der Zamenhofeiche auf dem Esperantoplatz und Rudolf Rogler vom Heimatmuseum Neukölln würdigte Wilhelm Wittbrodt als Neuköllner Reformpädagogen, Schulrat und ersten Vorsitzenden der Esperanto-Liga Berlin.
- 2005 erarbeitete das Aktive Museum im Auftrag von Senat und Abgeordnetenhaus anlässlich der Gedenkveranstaltungen zum 60. Jahrestag des Kriegsendes 1945 eine Ausstellung über die Lebensgeschichten der zwischen 1933 und 1945 verfolgten und ermordeten Berliner Stadtverordneten und Magistratsmitglieder. In der Ausstellung im Rathaus Charlottenburg zum Thema Vor die Tür gesetzt wurde auch an Wilhelm Wittbrodt erinnert.[4][5]
- 2013 wurde zum Sommerfest auf dem Esperantoplatz in Neukölln eine Ausstellung unter dem Titel Ein Reformpädagoge gibt nicht auf. Das Schicksal des Rektors der Rütlischule und Esperanto-Lehrers Wilhelm Wittbrodt im Rahmen des Berliner Themenjahres Zerstörte Vielfalt 1933–1938 gezeigt